# Sachayoj
Sachayoj är en ort i Argentina.   Den ligger i provinsen Santiago del Estero, i den norra delen av landet, 900 km norr om huvudstaden Buenos Aires. Sachayoj ligger 195 meter över havet och antalet invånare är 4 550.
Terrängen runt Sachayoj är mycket platt. Runt Sachayoj är det mycket glesbefolkat, med 3 invånare per kvadratkilometer..
Trakten runt Sachayoj består till största delen av jordbruksmark.